# بیگ اسندی (ویرجینیای غربی)
بیگ اسندی(به انگلیسی: Big Sandy) شهری در ایالت ویرجینیای غربی کشور ایالات متحده آمریکا است که جمعیت آن در سرشماری سال ۲۰۱۰ میلادی، ۱۶۸ نفر بوده‌است.